# Javra parviceps
Javra parviceps är en stekelart som beskrevs av Cameron 1903. Javra parviceps ingår i släktet Javra och familjen brokparasitsteklar. Inga underarter finns listade i Catalogue of Life.